# Edelmiro Arévalo
Edelmiro Arévalo, né le 17 juillet 1929 à Villarrica au Paraguay et mort le 3 janvier 2008, est un joueur de football international paraguayen qui évoluait au poste de défenseur.

## Biographie

### Carrière en sélection
Avec l'équipe du Paraguay, il joue 29 matchs (pour aucun but inscrit) entre 1955 et 1961. 
Il figure dans le groupe des sélectionnés lors de la Coupe du monde de 1958. Lors du mondial organisé en Suède, il joue trois matchs : contre la France, l'Écosse et la Yougoslavie.